# Renée Blanchet
Œuvres principales
- Marguerite Pasquier, fille du Roy. Chronique de la Neufve-France
- La Chouayenne. Récits de 1837-1838
- Les Montréalistes
- Les Filles de la Grande-Anse. Histoire de conquête
- Vol chez Philippeaux et autres friponneries
- Thomas Walker, Rébellions au Portage de L'Assomption, 1775
- Pierre du Calvet, 1735-1786

Renée Blanchet, née le 25 décembre 1941 à Rimouski au Québec, est une enseignante et écrivaine québécoise.

## Biographie
Renée Blanchet est née à Rimouski (Québec) le 25 décembre 1941. Elle termine ses études classiques au couvent Jésus-Marie de Sillery en 1960 et obtient un baccalauréat en pédagogie à l'Université Laval en 1962.
De 1962 à 1963, elle entreprend des études en lettres à l'Université de Montréal puis à l'Université du Québec à Montréal. En 1992, elle obtient un certificat en didactique des moyens d'expression à l'Université de Sherbrooke et un certificat en toxicomanie à l'Université de Montréal.
Elle enseigne à la Commission scolaire régionale des Mille-Isles (1963-1964) et à la Commission scolaire régionale Jérôme-Le Royer (1964-1997).
Après une première expérience d'édition avec la publication de la correspondance de Julie Papineau en 1997, elle travaille à titre de recherchiste pour la série « La Dynastie Papineau » (1998) et pour un projet de série « Papineau » (1999-2000), avec le cinéaste François Labonté. Par la suite elle se consacre à la rédaction de romans et nouvelles historiques.
En collaboration avec Georges Aubin, elle annote pour édition la correspondance complète de Louis-Joseph Papineau et celle de Louis-Hippolyte La Fontaine.

## Publications
1997
- Julie Papineau, Une femme patriote. Correspondance, 1823-1862. Texte établi avec introduction et notes par Renée Blanchet. Sillery, Septentrion, 518 p.

1999
- Renée Blanchet, Marguerite Pasquier, fille du Roy. Chronique de la Neufve-France. Montréal, Les Éditions Varia, 231 p.

2000
- Renée Blanchet, La Chouayenne. Récits de 1837-1838. Montréal, Les Éditions Varia, 185 p.
- Lactance Papineau, Correspondance, 1831-1857. Texte établi avec introduction et notes par Renée Blanchet. Montréal, Comeau & Nadeau, 249 p.
- Louis-Joseph Papineau, Lettres à Julie. Texte établi et annoté par Georges Aubin et Renée Blanchet ; introduction par Yvan Lamonde. Sillery, Septentrion et Québec, ANQ, 812 p.

2001
- Rosalie Papineau-Dessaulles, Correspondance 1805-1854. Texte établi, présenté et annoté par Georges Aubin et Renée Blanchet. Montréal, Les Éditions Varia, collection « Documents et Biographies », 305 p.
- Renée Blanchet, Les Montréalistes. Roman. Montréal, Les Éditions Varia, 370 p.

2002
- Renée Blanchet, Les Filles de la Grande-Anse. Histoire de conquête. Montréal, Les Éditions Varia, 326 p.

2003
- Lactance Papineau, Journal d'un étudiant en médecine à Paris. Texte établi avec introduction et notes par Georges Aubin et Renée Blanchet. Montréal, Les Éditions Varia, collection « Documents et Biographies », 609 p.
- Renée Blanchet et al., De Lanaudière en poésie. Édité par Réjean Olivier. Joliette, Les Éditions ArtDoise, 160 p.
- Renée Blanchet et al., Lettres d'outre-mer pour en finir avec la guerre. Textes rassemblés par Andrée Parent. Montréal, Lanctôt éditeur, 148 p.
- Louis-Hippolyte La Fontaine, Au nom de la loi. Lettres de Louis-Hippolyte La Fontaine à divers correspondants (1829-1847). Tome II, correspondance générale. Avant-propos et annotation de Georges Aubin et Renée Blanchet ; traduction des lettres écrites en anglais par Michel De Lormier. Montréal, Les Éditions Varia, collection « Documents et Biographies », 466 p.

2004
- Louis-Joseph Papineau, Lettres à ses enfants, 1825-1871, Tome I: 1825-1854; tome II: 1855-1871. Texte établi et annoté par Georges Aubin et Renée Blanchet ; introduction par Yvan Lamonde. Montréal, Les Éditions Varia, collection « Documents et Biographies », 655 p. et 753 p.
- Renée Blanchet, Vol chez Philippeaux et autres friponneries. Nouvelles historiques. Montréal, Les Éditions Varia, 212 p.

2005
- Louis-Hippolyte La Fontaine, Mon cher Amable. Lettres de Louis-Hippolyte La Fontaine à divers correspondants (1848-1864). Tome III, correspondance générale. Annotations de Georges Aubin et Renée Blanchet ; traduction des lettres écrites en anglais par Michel De Lormier ; postface d'Éric Bédard. Montréal, Les Éditions Varia, collection «Documents et Biographies», 490 p.

2006
- Louis-Joseph Papineau, Lettres à divers correspondants, 1810-1871. Tome I : 1810-1845 ; tome II : 1845-1871. Texte établi et annoté par Georges Aubin et Renée Blanchet ; avec la collaboration de Marla Arbach ; introduction par Yvan Lamonde. Montréal, Les Éditions Varia, collection « Documents et Biographies », 588 p. et 425 p.

2007
- Renée Blanchet, Thomas Walker, Rébellions au Portage de L'Assomption, 1775. Montréal, Éditions Maxime, 70 p.
- Renée Blanchet, La Malencontre. Nouvelles Historiques, 1720-1759. Montréal, Éditions Maxime, 135 p.
- Renée Blanchet, Pierre du Calvet, 1735-1786. Montréal, Éditions Maxime, 193 p.

2009
- Georges Aubin et Renée Blanchet, Amédée Papineau, Correspondance, tome I (1831-1841). Montréal, Éditions Michel Brûlé, 543 p.
- Renée Blanchet et Georges Aubin, Lettres de femmes au XIXe siècle. Québec, Septentrion, 286 p.
- Renée Blanchet  et Léo Beaudoin, Jacques Viger, Une biographie, suivi des Lettres de Jacques et de Marguerite, 1808-1813. Montréal, « Études québécoises ». Montréal, VLB éditeur, 270 p.

2010
- Georges Aubin et Renée Blanchet, Amédée Papineau, Correspondance, tome II (1842-1846). Montréal, Éditions Michel Brûlé, 471 p.
- Renée Blanchet, Louise de Xaintes, Une vie en Nouvelle-France. L'Assomption, Éditions Point du jour, 175 p.

2011
- Pierre-Gustave Joly, Voyage en Orient (1839-1840), Journal d'un voyageur curieux du monde et d'un pionnier de la daguerréotypie, présentation et mise en contexte par Jacques Desautels; texte du journal établi par Georges Aubin et Renée Blanchet, avec la collaboration de Jacques Desautels. Québec, Les Presses de l'Université Laval, collection Cultures québécoises, 427 p.
- Louis-Joseph Papineau, Lettres à sa famille, 1803-1871, texte établi et annoté par Georges Aubin et Renée Blanchet, introduction par Yvan Lamonde. Québec, Septentrion, 846 p.

2012
- Renée Blanchet, Honoré Beaugrand et l'aventure mexicaine, roman. Montréal, Éditions Point de Fuite, 146 p.

2013
- Honoré Mercier, Dis-moi que tu m'aimes, Lettres d'amour à Léopoldine, 1863-1867, texte établi et annoté par Georges Aubin et Renée Blanchet, Trois-Pistoles, Éditions Trois-Pistoles, 302 p.

2014
- Renée Blanchet, Les Dambourgès, De Salies en Béarn à Saint-Thomas de Montmagny, roman historique. L'Assomption, Éditions Point du jour, 195 p.

2015
- Renée Blanchet, La Roulois. Roman historique. L'Assomption, Aubin-Blanchet Recherches historiques, 107 p.
- Renée Blanchet, La double vie du curé Lefebvre. Roman historique. L'Assomption, Aubin-Blanchet Recherches historiques, 106 p.

2016
- Renée Blanchet, Élisabeth Campeau. Roman historique. L'Assomption, Aubin-Blanchet Recherches historiques, 110 p.
- Papineau, Denis-Benjamin, De l'Île à Roussin à Papineauville, Correspondance 1809-1853, texte établi avec introduction et notes par Georges Aubin et Renée Blanchet, L'Assomption, Éditions Point du jour, 657 p.
- Papineau, Honorine et Aurélie Papineau, Mille amitiés. Correspondance 1837-1914, texte établi avec introduction et notes par Georges Aubin et Renée Blanchet, L'Assomption, Éditions Point du jour, 303 p.
- Renée Blanchet, Comtesse Coco. Roman historique. L'Assomption, Aubin-Blanchet Recherches historiques, 121 p.

2017
- Renée Blanchet, Duchesnois. Roman historique. L'Assomption, Aubin-Blanchet Recherches historiques, 135 p.
- Renée Blanchet, Thomas Walker, Rébellions au Portage de L'Assomption, 1775. 2e édition. L'Assomption, Éditions Point du jour, 81 p.

2018
- Renée Blanchet, Saint-Ours. Roman historique. L'Assomption, Aubin-Blanchet Recherches historiques, 113 p.
- Renée Blanchet, Amury. Roman historique. L'Assomption, Aubin-Blanchet Recherches historiques, 113 p.

2020
- Renée Blanchet, Amaia. Roman historique, L'Assomption, Aubin-Blanchet Recherches historiques, 123 p.
- Renée Blanchet, Boulanger. Roman historique, L'Assomption, Aubin-Blanchet Recherches historiques, 153 p.

2021
- Renée Blanchet et Georges Aubin, Barney et les autres, récits biographiques, L'Assomption, Aubin-Blanchet recherches historiques, 121 p.

## Distinctions
- 2001 - Prix Charbonneau-Rioux des sciences humaines remis par la Société nationale des Québécois de Lanaudière (SNQ), pour l'ensemble de ses publications.
- 2002 - Prix Percy-W.-Foy de la Société historique de Montréal pour son roman Les Montréalistes.
- 2003 - Prix Patriote de l’année, de la Société Saint-Jean-Baptiste de Montréal (avec Georges Aubin)
- 2004 - Médaille de l'Assemblée nationale du Québec[3].
- 2005 - Médaille Bene Merenti de Patria de la Société Saint-Jean-Baptiste de Montréal  (avec Georges Aubin)
- 2010 - Prix Percy-W.-Foy de la Société historique de Montréal pour Jacques Viger, une biographie. (avec Léo Beaudoin)